# Sulfid nikelnatý
Sulfid nikelnatý je anorganická sloučenina se vzorcem NiS. V přírodě se vyskytuje jako nerost millerit; větší význam jako zdroj niklu má ale pentlandit, Ni9S8. Používá se jako katalyzátor.

## Struktura
Podobně jako řada podobných látek má sulfid nikelnatý strukturu arsenidu nikelnatého, s oktaedrickým niklem a trigonálně prizmatickými sulfidovými centry.
NiS vytváří dva polymorfy; α-NiS krystalizuje v šesterečné soustavě, β-NiS je kosočverečný. α-NiS je stálý za teplot nad 379 °C, při nižších teplotách se mění na β-formu; při tomto přechodu se zvyšuje objem o 2–4 %.

## Vznik a reakce
Srážení černého sulfidu nikelnatého se využívá v kvantitativní analýze, která začíná oddělováním kovů podle rozpustnosti jejich sulfidů:
Ni2+ + H2S → NiS + 2 H+
Bylo vyvinuto i několik dalších postupů, využívajících například podvojné záměny (NiCl2 a Na2S) a vysokoteplotní reakce prvků.
Sulfid nikelnatý lze převést na oxid zahříváním na vzduchu:
2 NiS + 3 O2 → 2  NiO + 2 SO2

## Výskyt

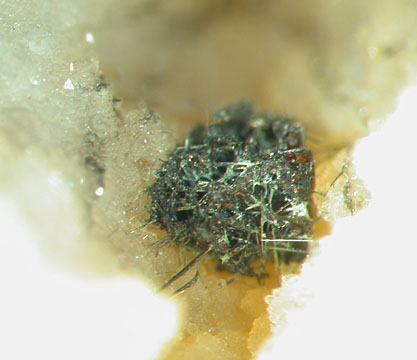
Krystaly milleritu

Minerál millerit je tvořen sulfidem o molekulovém vzorci NiS, skutečná struktura ale v důsledku podmínek, při nichž se vytváří, neodpovídá přesně vzorci NiS. Objevuje se v hydrotermálních systémech, v dutinách uhličitanových hornin, a jako příměs v dalších minerálech niklu.

### Při výrobě skla
Plavené sklo obsahuje malá množství sulfidu nikelnatého, vzniklého ze síranu sodného (Na2SO4), používaného při zpracování, a niklu obsaženého v přítomných nečistotách.
NiS způsobuje potíže při používání tvrzeného skla. Sulfid nikelnatý se zde vytváří ve fázi alfa, která je nestálá a postupně se přeměňuje na fázi beta (za nízkých teplot stálejší), což vede k růstu objemu a tvorbě prasklin. Napětí vnikající uprostřed skla způsobuje rozšiřování trhlin a lámání skla; praskání se objevuje po jednotkách až desítkách let.